# Hanley
Hanley es un pueblo canadiense situado en la provincia de Saskatchewan.

## Superficie
Hanley tiene una superficie de 2,66 km².

## Demografía
En 2021, tenía 540 habitantes, una densidad poblacional de 202,8 hab./km², y 248 viviendas.